# Fidel Castro
Fidel Alejandro Castro Ruz, ou simplesmente Fidel Castro ( audio) (Birán, 13 de agosto de 1926 – Havana, 25 de novembro de 2016), foi um político e revolucionário cubano que governou a República de Cuba como primeiro-ministro de 1959 a 1976 e depois como presidente de 1976 a 2008. Politicamente, era nacionalista e marxista-leninista. Também serviu como primeiro-secretário do Partido Comunista de Cuba de 1961 até 2011. Sob sua administração, Cuba tornou-se um Estado socialista unipartidário, a indústria e os negócios foram nacionalizados, e reformas socialistas foram implementadas em toda a sociedade. Castro morreu em Havana na noite de 25 de novembro de 2016, aos 90 anos.
Filho de um rico fazendeiro, Castro adotou a política anti-imperialista de esquerda enquanto estudava Direito na Universidade de Havana. Depois de participar de rebeliões contra os governos de direita na República Dominicana e na Colômbia, planejou a derrubada do ditador cubano Fulgencio Batista, lançando um ataque fracassado ao Quartel Moncada em 1953. Depois de um ano de prisão, viajou para o México onde formou um grupo revolucionário, o Movimento 26 de Julho, com seu irmão Raúl Castro e Che Guevara. Voltando a Cuba, Castro assumiu um papel fundamental na Revolução Cubana, liderando o movimento em uma guerrilha contra as forças de Batista na Serra Maestra. Após a derrota de Batista em 1959, Castro assumiu o poder militar e político como primeiro-ministro de Cuba. Os Estados Unidos ficaram alarmados com as relações amistosas de Castro com a União Soviética e tentaram sem êxito removê-lo através de tentativas de assassinato, bloqueio econômico e contrarrevolução, incluindo a invasão da Baía dos Porcos em 1961. Contra essas ameaças, Castro formou uma aliança com os soviéticos e permitiu que eles colocassem armas nucleares na ilha, o que provocou a Crise dos Mísseis de Cuba em 1962, um incidente determinante da Guerra Fria.
Adotando um modelo marxista-leninista de desenvolvimento, Castro converteu Cuba em uma ditadura do proletariado sob comando do Partido Comunista, a primeira no hemisfério ocidental. As reformas introduziram o planejamento econômico central e levaram Cuba a alcançar índices elevados de desenvolvimento humano e social, como a menor taxa de mortalidade infantil da América, além da erradicação do analfabetismo, através da campanha de alfabetização cubana, e da desnutrição infantil. Tais avanços sociais foram acompanhados pelo controle estatal, com a supressão da liberdade de imprensa e de expressão, segundo organizações ocidentais e pela inibição da dissidência interna. No exterior, Castro apoiou grupos anti-imperialistas revolucionários, apoiando o estabelecimento de governos marxistas no Chile, Nicarágua e Grenada, além de enviar tropas para ajudar os aliados na Guerra do Yom Kipur, da Guerra Etíope-Somali e da Guerra Civil Angolana. Essas ações, aliadas à liderança de Castro no Movimento Não Alinhado de 1979 a 1983 e ao internacionalismo médico cubano, melhoraram a imagem de Cuba no cenário mundial e conquistaram um grande respeito no mundo em desenvolvimento. Após a dissolução da União Soviética em 1991, Castro levou Cuba ao seu "Período Especial" e abraçou ideias ambientalistas e antiglobalização. Na década de 2000 ele forjou alianças na "onda rosa" da América Latina e assinou a Aliança Bolivariana para os Povos da Nossa América. Em 2006, as suas responsabilidades foram transferidas para o vice-presidente e irmão Raúl Castro, que foi posteriormente eleito pelo comité central, onde assumiu formalmente a presidência em 2008.
Castro era uma figura mundial controversa e divisiva. Foi condecorado com vários prêmios internacionais e seus partidários o elogiam por ter sido um defensor do socialismo, do anti-imperialismo e do humanitarismo, cujo regime revolucionário garantiu a independência de Cuba do imperialismo estadunidense. Por outro lado, a Human Rights Watch acusa-o de ter liderado um regime cuja administração cometeu múltiplas violações de direitos humanos relacionadas com a dissidência, levou êxodo de mais de um milhão de cubanos, e ao empobrecimento da economia do país durante o período especial. Através de suas ações e seus escritos, ele influenciou significativamente a política de vários indivíduos e grupos em todo o mundo.

## Juventude e carreira

### Juventude: 1926–1947
Castro nasceu num relacionamento extramatrimonial, na quinta do seu pai, a 13 de agosto de 1926. O seu pai, Ángel Castro y Argiz, um veterano da Guerra Hispano-Americana, era um migrante da Galiza, no noroeste de Espanha. Tinha-se tornado financeiramente bem-sucedido ao cultivar cana-de-açúcar na quinta de Las Manacas em Birán, província de Oriente. Após o colapso do seu primeiro casamento, levou a sua empregada doméstica, Lina Ruz González — de ascendência canária — como sua amante e mais tarde segunda esposa; juntos tiveram sete filhos, entre eles Fidel. Aos seis anos, Castro foi enviado para viver com o seu professor em Santiago de Cuba, antes de ser batizado na Igreja Católica Romana aos oito anos. Ser batizado permitiu a Castro frequentar o internato de La Salle em Santiago, onde se comportava regularmente mal; foi enviado a seguir para a Escola Dolores, gerida por Jesuítas, em Santiago, com financiamento privado.

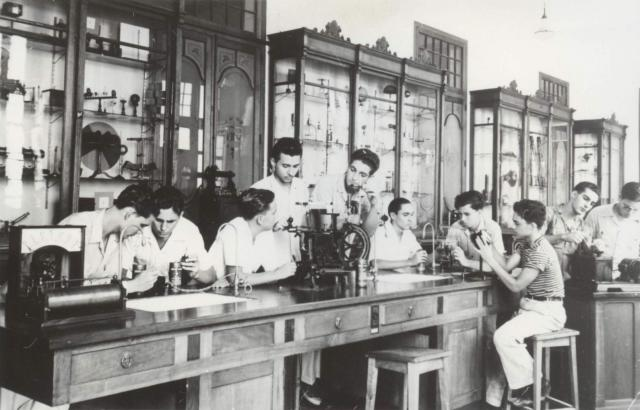
Castro, segundo da esquerda, no Colegio de Belén 1943, Havana, Cuba

Em 1945, Castro transferiu-se para o El Colegio de Belén, dirigido pelos Jesuítas, em Havana. Embora Castro se interessasse pela história, geografia e debate em Belén, não se distinguia academicamente, dedicando grande parte do seu tempo à prática de desporto. Em 1945, Castro começou a estudar Direito na Universidade de Havana. Admitindo ser "politicamente analfabeto", Castro envolveu-se no movimento estudantil e na violenta cultura do gangsterismo dentro da universidade. Após se ter apaixonado pelo anti-imperialismo e se ter oposto à intervenção dos EUA nas Caraíbas, fez campanha sem sucesso pela presidência da Federação de Estudantes Universitários numa plataforma de "honestidade, decência e justiça". Castro tornou-se crítico da corrupção e violência do governo do Presidente Ramón Grau, proferindo um discurso público sobre o assunto em novembro de 1946, que recebeu cobertura na primeira página de vários jornais.
Em 1947, Castro aderiu ao Partido do Povo Cubano (ou Partido Ortodoxo), fundado pelo político veterano Eduardo Chibás. Figura carismática, Chibás defendia a justiça social, um governo honesto, e a liberdade política, enquanto o seu partido expunha a corrupção e exigia reformas. Embora Chibás tenha ficado em terceiro lugar nas eleições gerais de 1948, Castro continuou empenhado em trabalhar em seu nome. A violência estudantil aumentou após Grau empregar líderes de gangues como agentes da polícia, e Castro recebeu rapidamente uma ameaça de morte, exortando-o a abandonar a universidade. Contudo, recusou-se a fazê-lo e começou a carregar uma arma e a rodear-se de amigos armados. Em anos posteriores, dissidentes antiCastro acusaram-no de cometer assassinatos relacionados com gangues na altura, mas estas acusações continuam sem fundamento.

### Rebelião e Marxismo: 1947–1950
"Juntei-me ao povo; agarrei-me a uma espingarda numa esquadra de polícia que caiu quando foi abalroada por uma multidão. Testemunhei o espetáculo de uma revolução totalmente espontânea... [E]ssa experiência levou-me a identificar-me ainda mais com a causa do povo. As minhas ainda incipientes ideias marxistas nada tiveram a ver com a nossa conduta - foi uma reação espontânea da nossa parte, como jovens com ideias Martíanas, anti-imperialistas, anticolonialistas e pró-democráticas".

– Fidel Castro sobre o Bogotazo, 2009
Em junho de 1947, Castro tomou conhecimento de uma expedição planeada para derrubar o governo de direita de Rafael Trujillo, um aliado dos EUA, na República Dominicana. Sendo Presidente do Comité Universitário para a Democracia na República Dominicana, Castro juntou-se à expedição. A força militar consistia em cerca de 1.200 soldados, na sua maioria cubanos e dominicanos exilados, que pretendiam navegar a partir de Cuba em julho de 1947. O governo de Grau impediu a invasão sob pressão dos EUA, embora Castro e muitos dos seus camaradas tenham evitado a prisão. De regresso a Havana, Castro assumiu um papel de liderança nos protestos estudantis contra a morte de um aluno do ensino secundário por guarda-costas do governo. Os protestos, acompanhados por uma repressão contra os considerados comunistas, levaram a violentos confrontos entre ativistas e polícias em fevereiro de 1948, nos quais Castro foi severamente espancado. Nesta altura, os seus discursos públicos assumiram uma inclinação explicitamente de esquerda, condenando a desigualdade social e económica em Cuba. Em contraste, as suas anteriores críticas públicas tinham-se centrado na condenação da corrupção e do imperialismo americano.
Em abril de 1948, Castro viajou para Bogotá, Colômbia, liderando um grupo estudantil cubano patrocinado pelo governo argentino do Presidente Juan Perón. Ali, o assassinato do líder popular de esquerda Jorge Eliécer Gaitán Ayala levou a tumultos e confrontos generalizados entre os conservadores governantes — apoiados pelo exército — e os liberais de esquerda. Castro juntou-se à causa Liberal roubando armas a uma esquadra de polícia, mas as investigações policiais subsequentes concluíram que ele não esteve envolvido em quaisquer assassinatos. Em abril de 1948, a Organização dos Estados Americanos foi fundada numa cimeira em Bogotá, conduzindo a protestos, aos quais Castro aderiu.
De regresso a Cuba, Castro tornou-se uma figura proeminente nos protestos contra as tentativas do governo para aumentar as tarifas dos autocarros. Nesse ano, casou-se com Mirta Díaz-Balart, uma estudante de uma família rica, através da qual foi exposto ao estilo de vida da elite cubana. A relação foi um encontro amoroso, desaprovado por ambas as famílias, mas o pai de Díaz Balart deu-lhes dezenas de milhares de dólares, juntamente com Batista, para passarem numa lua de mel de três meses em Nova Iorque.

"O marxismo ensinou-me o que era a sociedade. Eu era como um homem de olhos vendados numa floresta, que nem sabe onde fica o norte ou o sul. Se não se chega a compreender verdadeiramente a história da luta de classes, ou pelo menos a ter uma ideia clara de que a sociedade está dividida entre ricos e pobres e que algumas pessoas subjugam e exploram outras pessoas, está-se perdido numa floresta, sem saber nada".

– Fidel Castro sobre a descoberta do Marxismo, 2009
Nesse mesmo ano, Grau decidiu não se candidatar à reeleição, a qual foi ganha pelo novo candidato do seu Partido Auténtico, Carlos Prío Socarrás. Prío enfrentou protestos generalizados quando membros do MSR, agora aliado à força policial, assassinaram Justo Fuentes, um amigo socialista de Castro. Em resposta, Prío concordou em reprimir as gangues, mas considerou-as demasiado poderosas para as controlar. Castro tinha-se deslocado mais para a esquerda, influenciado pelos escritos marxistas de Karl Marx, Friedrich Engels, e Vladimir Lenin. Passou a interpretar os problemas de Cuba como parte integrante da sociedade capitalista, ou a ditadura da burguesia, em vez de falhas de políticos corruptos, e adotou a visão marxista de que uma mudança política significativa só poderia ser provocada pela revolução proletária. Visitando os bairros mais pobres de Havana, tornou-se ativo na campanha estudantil antirracista. Em setembro de 1949, Mirta deu à luz um filho, Fidelito, pelo que o casal mudou-se para um apartamento maior em Havana. Castro continuou a colocar-se em risco, mantendo-se ativo na política da cidade e aderindo ao Movimento 30 de Setembro, que continha dentro dele tanto comunistas como membros do Partido Ortodoxo. O objetivo do grupo era opor-se à influência das gangues violentas dentro da universidade; apesar das suas promessas, Prío não conseguira controlar a situação, e ofereceu, em vez disso, a muitos dos seus membros superiores cargos nos ministérios do governo. Castro ofereceu-se para proferir um discurso para o Movimento a 13 de novembro, expondo os negócios secretos do governo com as gangues e identificando membros-chave. Atraindo a atenção da imprensa nacional, o discurso enfureceu as gangues e Castro escondeu-se, primeiro no campo e depois nos EUA. Regressando a Havana várias semanas mais tarde, Castro passou a agir de forma discreta e concentrou-se nos seus estudos universitários, graduando-se como Doutor em Direito em setembro de 1950.

### Carreira em direito e política: 1950–1952

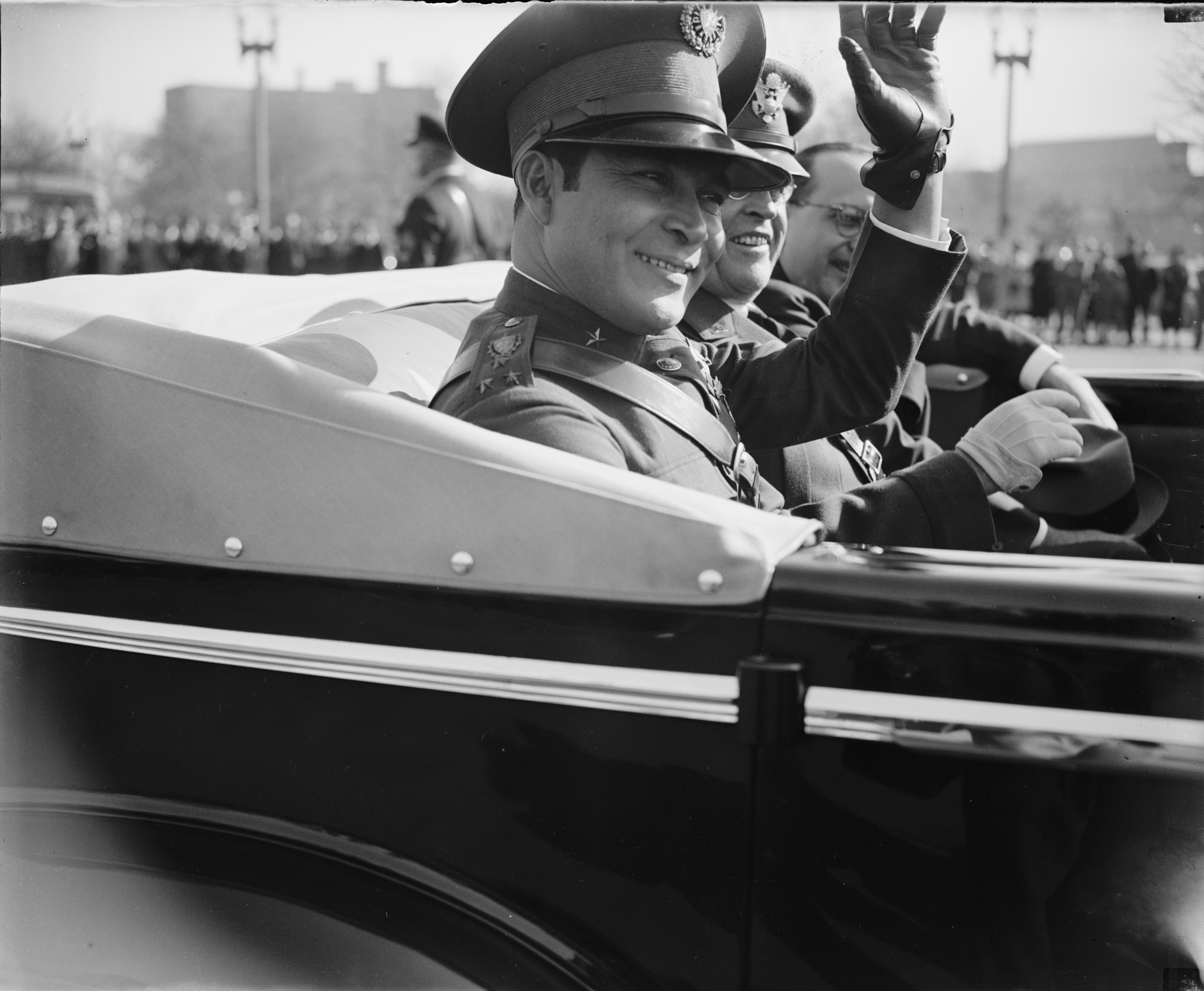
Castro pretendia derrubar a presidência do General Fulgencio Batista (à esquerda, com o Chefe do Estado-Maior do Exército dos E.U.A. Malin Craig).

Castro foi cofundador de uma parceria legal que atendia principalmente aos cubanos pobres, embora tenha provado ser um fracasso financeiro. Preocupando-se pouco sobre dinheiro ou bens materiais, Castro falhou no pagamento das suas contas; os seus móveis foram reapoderada e a eletricidade cortada, angustiando a sua esposa. Participou num protesto numa escola secundária em Cienfuegos em novembro de 1950, lutando com a polícia para protestar contra a proibição das associações estudantis pelo Ministério da Educação; foi preso e acusado de conduta violenta, mas o magistrado retirou as acusações. As suas esperanças para Cuba ainda se centravam em Chibás e no Partido Ortodoxo, e esteve presente no suicídio de Chibás por motivos políticos, em 1951. Vendo-se herdeiro de Chibás, Castro quis candidatar-se ao Congresso nas eleições de junho de 1952, embora os membros seniores do Ortodoxo temessem a sua reputação radical e recusaram-se a nomeá-lo. Em vez disso, foi nomeado como candidato à Câmara dos Representantes por membros do partido nos distritos mais pobres de Havana, e começou a fazer campanha. O Ortodoxo teve um apoio considerável e previa-se que se saísse bem nas eleições.
Durante a sua campanha, Castro encontrou-se com o General Fulgencio Batista, o ex-presidente que tinha regressado à política com o Partido da Ação Unitária. Batista ofereceu-lhe um lugar na sua administração se tivesse êxito; embora ambos se opusessem à administração de Prío, a sua reunião nunca passou de generalidades formais. A 10 de março de 1952, Batista tomou o poder num golpe militar, com Prío a fugir para o México. Declarando-se presidente, Batista cancelou as eleições presidenciais planeadas, descrevendo o seu novo sistema como "democracia disciplinada"; Castro foi privado de ser eleito na sua candidatura pelo movimento de Batista, e como muitos outros, considerou-o uma ditadura de um só homem. Batista moveu-se para a direita, solidificando laços tanto com a elite rica como com os Estados Unidos, cortando relações diplomáticas com a União Soviética, suprimindo os sindicatos e perseguindo os grupos socialistas cubanos. Com a intenção de se opor a Batista, Castro intentou vários processos legais contra o governo, mas estes não deram em nada, e Castro começou a pensar em formas alternativas de derrubar o regime.

## Início da carreira política

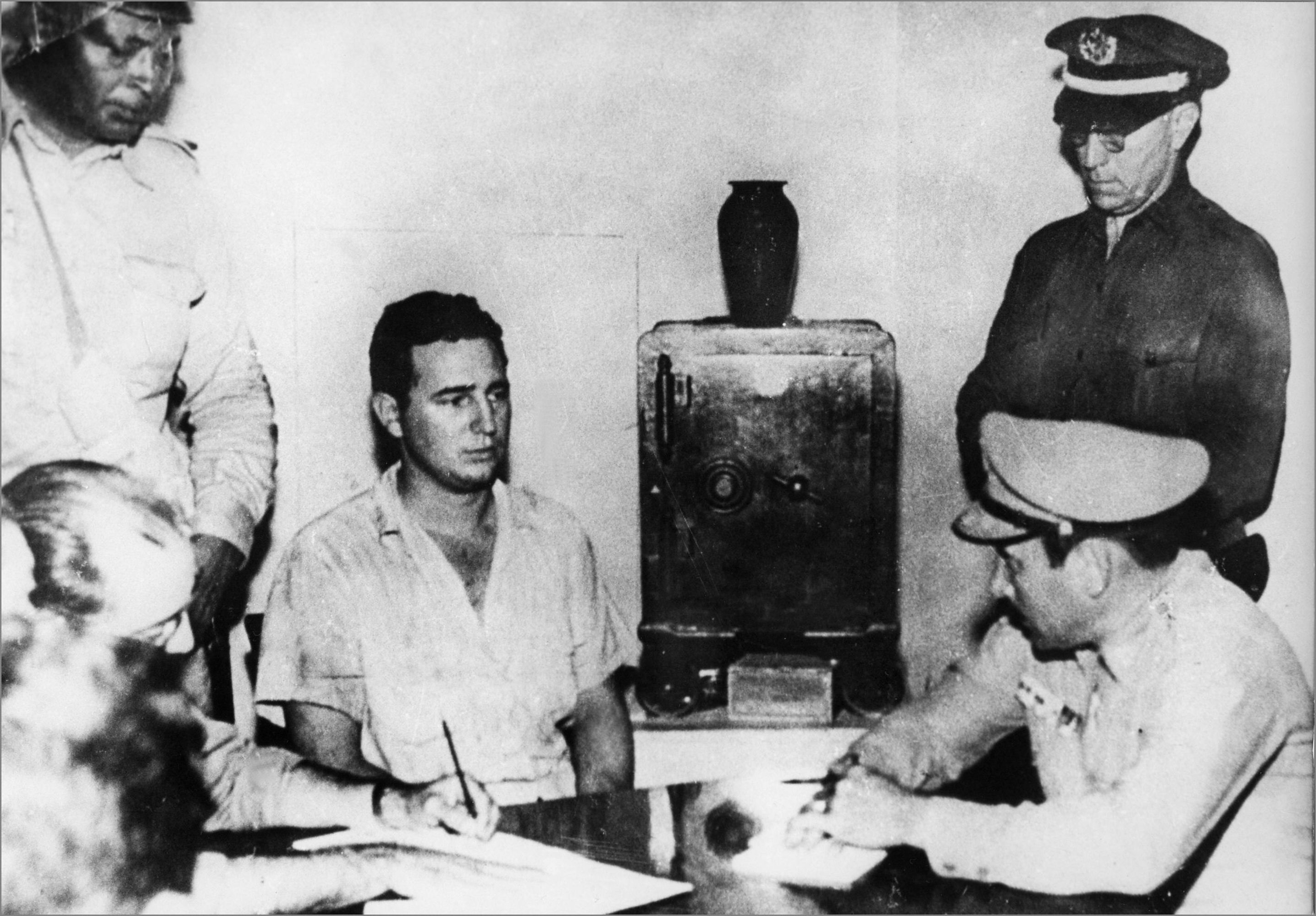
Fidel Castro preso em 1953 após o assalto ao quartel Moncada

Bandeira do Movimento 26 de Julho criado em 1955 por um grupo de nacionalistas cubanos, dentre os quais Fidel Castro

Depois de graduado, dedicou-se de modo especial à defesa dos opositores ao governo, trabalhadores e sindicatos, denunciou as corrupções e atos ilegais do governo de Carlos Prío através do diário Alerta e das emissoras Radio Álvarez e COCO e se vinculou estreitamente ao Partido do Povo Cubano (Ortodoxo) que era liderado por Eduardo Chibás, partido pelo qual seria candidato a Representante nas eleições de 1952. O golpe de estado em 10 de março de 1952 por Fulgencio Batista, ao qual Fidel condenou no diário La Palabra e pretendeu levar aos tribunais, o convenceu da necessidade de buscar novas formas de ação para transformar a sociedade cubana.[carece de fontes?]
Nos dias que se seguiram ao golpe, imprimiu em mimeógrafo e distribuiu clandestinamente sua denúncia. Uniu-se a jovens que editavam o periódico mimeografado clandestino, Son los Mismos, sugeriu a troca de seu nome pelo de El Acusador e foi coeditor desse novo órgão, onde assinou seus trabalhos apenas com seu segundo nome, Alejandro. Este mesmo pseudônimo utilizaria mais tarde em suas correspondências e mensagens.[carece de fontes?]
Daquele grupo sairia o núcleo inicial de jovens que sob seu comando atacariam de assalto ao quartel Moncada em Santiago de Cuba e de Céspedes, (Bayamo) em 26 de julho de 1953 e fundaria depois o Movimento Revolucionário 26 de Julho (M-26-7).[carece de fontes?]

### A história me absolverá
No julgamento que se seguiu pelas ações, assumiu sua própria defesa e defendeu o direito dos povos de lutarem contra a tirania. Condenado a quinze anos de prisão, começou a cumprir a pena na prisão de Boniato (Santiago de Cuba) e depois foi transferido ao Presídio Modelo (Isla de Pinos), onde reelaborou sua autodefesa que levou o nome de A História me Absolverá, e teve sua primeira publicação e distribuição clandestinas em 1954 e desde então foi editada numerosas vezes em Cuba, como em muitos outros países e traduzido nos mais diversos idiomas.[carece de fontes?]

### Anistia
Após ser anistiado em maio de 1955 graças a um amplo movimento popular, ocorreu uma intensa tarefa periodística de caráter político através do diário La Calle e do semanário Bohemia e em aparições radio-auditivas e televisivas enquanto estruturava o movimento 26 de julho em escala nacional e internacional.[carece de fontes?]

### Novo exílio no México
Porém, ao começarem a censurar seus artigos e cerrar as vias e meios legais de expressão de suas ideias, decidiu seguir, apenas dois meses depois ao seu exílio no México onde trabalhou na preparação dos homens que o acompanhariam em seu intento de iniciar a luta insurrecional em Cuba, participou em atividades políticas, escreveu o Manifesto número um do Movimento 26 de Julho ao povo de Cuba que circulou clandestinamente na Ilha e firmou, com José Antonio Echeverría, presidente da FEU, o Pacto do México a favor da unidade das forças que se opunham à ditadura de Fulgencio Batista.[carece de fontes?]

### Preparação da revolução

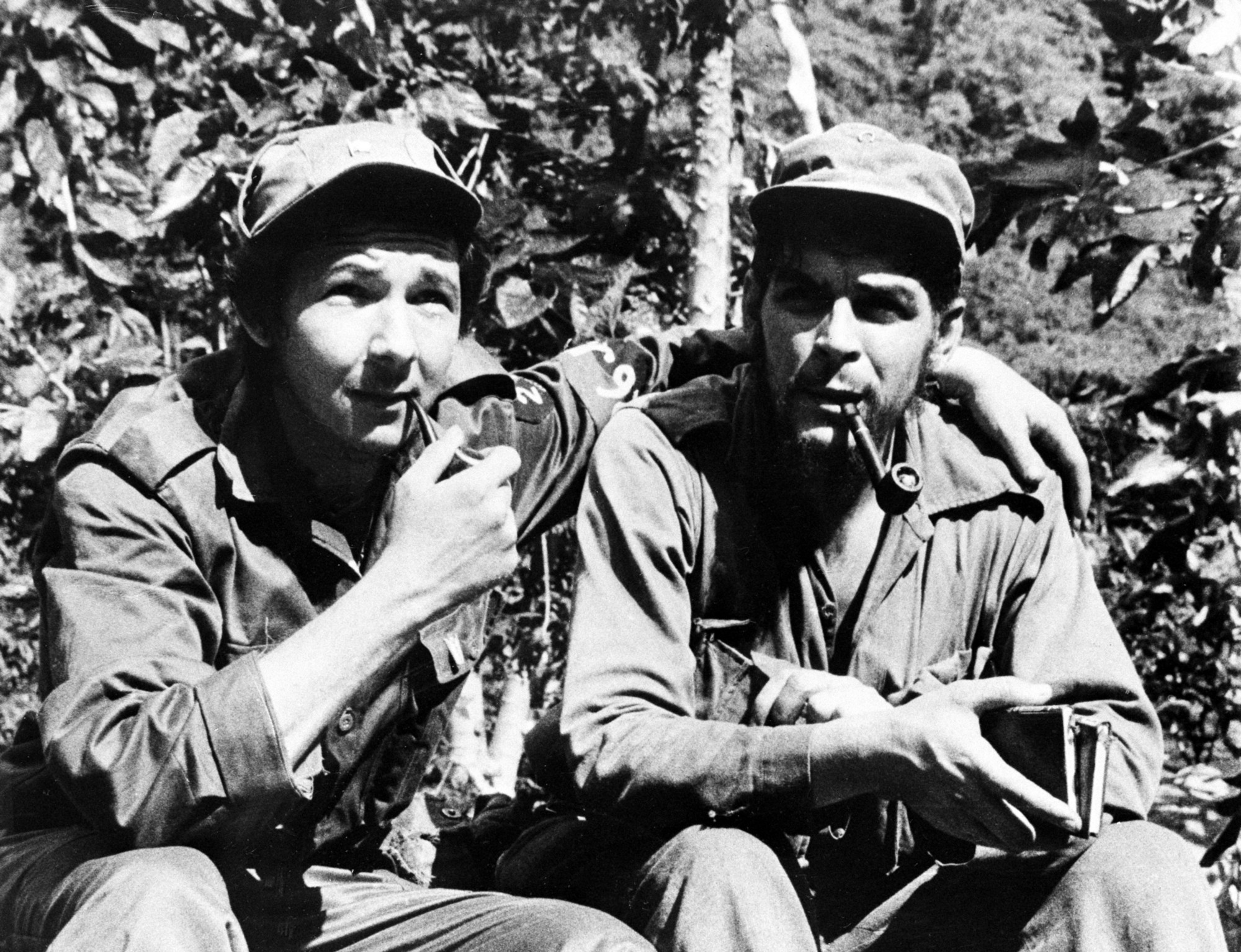
O irmão de Fidel, Raúl Castro, junto com Che Guevara na Serra Maestra em 1958

Em 1955 viajou aos Estados Unidos em busca de apoio dos emigrados cubanos neste país. Pronunciou discursos em Nova Iorque e Miami. Ao fim de novembro de 1956, partiu do porto mexicano de Tuxpan, a bordo do Iate Granma, com várias dezenas de combatentes e em 2 de dezembro desembarcaram na praia Las Coloradas, próxima a Niquero (Oriente), e se abrigaram em Sierra Maestra onde permaneceu por mais de dois anos à frente do Exército Rebelde Cubano, do qual era comandante-em-chefe.[carece de fontes?]
Neste ínterim, desenhou e guiou a tática e a estratégia da luta contra a ditadura batistiana, financiada e apoiada pela unidade de ação das forças opositoras revolucionárias. Comandou diversos combates que culminaram em vitórias de suas tropas, orientou a criação de novas frentes guerrilheiras em Oriente e Las Villas, trabalhou na preparação de leis fundamentais que deveriam promulgar-se uma vez alcançada a vitória e divulgou suas ideias nacional e internacionalmente, através de meios improvisados na própria Sierra Maestra como o periódico El Cubano Libre, a emissora Radio Rebelde - ainda atuante - e mediante entrevistas realizadas por periodistas cubanos e estrangeiros.[carece de fontes?]

### Pós-revolução

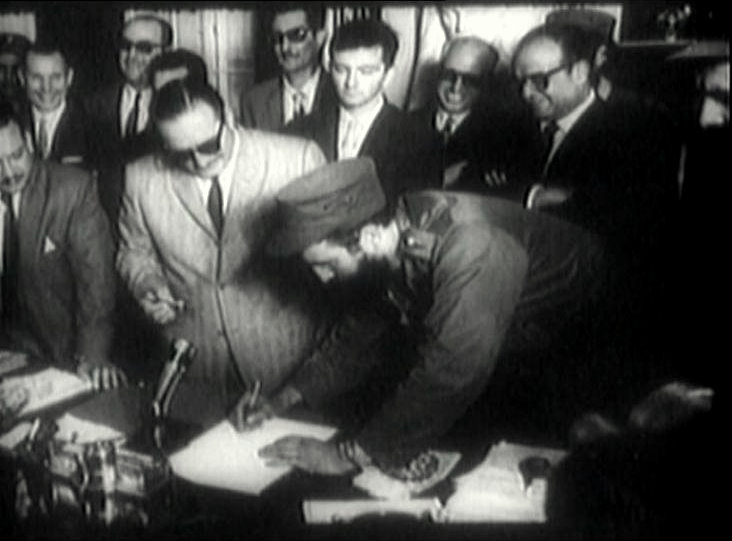
Fidel Castro assina o termo de posse como Primeiro Ministro de Cuba em 16 de fevereiro de 1959

Depois do desmonte do regime ditatorial pela fuga de Batista em 1 de janeiro de 1959, convocou generais para consolidar a vitória da Revolução e marchou até Havana, onde entrou em 8 de janeiro. O Governo revolucionário instaurado o designou primeiramente Comandante em Chefe de todas as forças armadas e depois, em meados de fevereiro, Primeiro Ministro.[carece de fontes?]
Fidel Castro visitou, após a vitória, os Estados Unidos. A URSS deu apoio econômico e militar ao novo governo de Castro, comprando a maioria do açúcar cubano. A partir de então, Cuba passou a sofrer um embargo econômico por parte dos Estados Unidos.[carece de fontes?]
A este respeito Fidel Castro disse:
| “ | \| Nuestro pueblo heroico ha luchado 44 años desde una pequeña isla del Caribe a pocas millas de la más poderosa potencia imperial que ha conocido la humanidad. Con ello ha escrito una página sin precedentes en la historia. Nunca el mundo vio tan desigual lucha. \| Nosso povo heroico lutou 44 anos desde uma pequena ilha do Caribe, a poucas milhas da mais poderosa potência imperial que a humanidade já conheceu. Com ele escreveu uma página sem precedentes na história. Nunca o mundo viu uma luta tão desigual. \| ” \| \| \| — Discurso de 1 de maio de 2003, em Havana.[64] \| \|. |   |
| Nuestro pueblo heroico ha luchado 44 años desde una pequeña isla del Caribe a pocas millas de la más poderosa potencia imperial que ha conocido la humanidad. Con ello ha escrito una página sin precedentes en la historia. Nunca el mundo vio tan desigual lucha. | Nosso povo heroico lutou 44 anos desde uma pequena ilha do Caribe, a poucas milhas da mais poderosa potência imperial que a humanidade já conheceu. Com ele escreveu uma página sem precedentes na história. Nunca o mundo viu uma luta tão desigual. | ” |
| | — Discurso de 1 de maio de 2003, em Havana. |   |

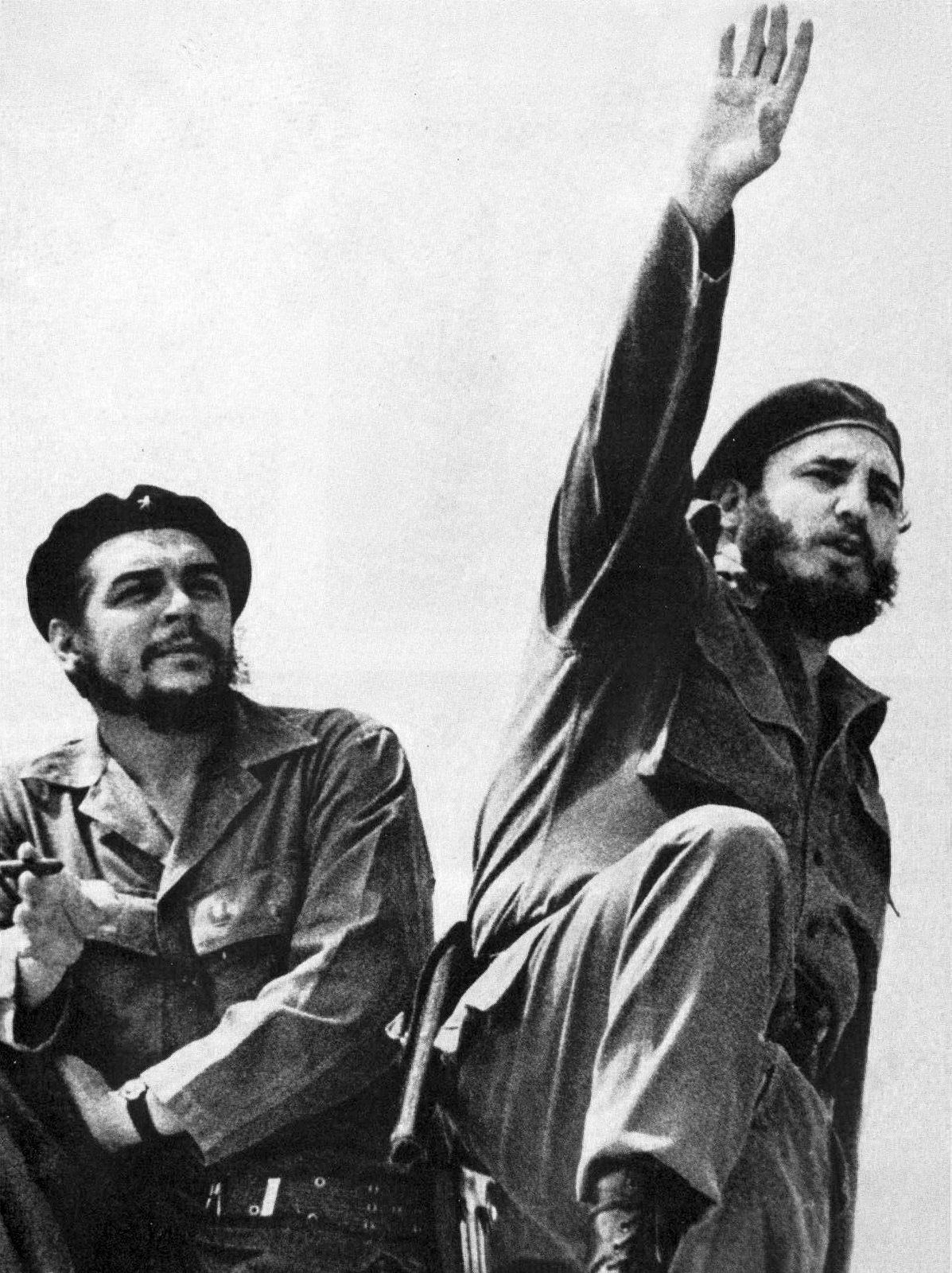
Che Guevara e Fidel fotografados por Alberto Korda em 1961

Imediatamente começou a impulsionar a criação de um novo aparato estatal, escreveu leis a favor dos setores mais desfavorecidos, entre essas leis encontra-se a lei de Reforma Agrária, que firmou ainda em Sierra Maestra em 17 de maio. Também fundou órgãos de novo tipo como o Instituto Nacional de Reforma Agrária (INRA, do qual foi seu primeiro presidente) e instituições culturais como a Imprensa Nacional de Cuba e o Instituto Cubano de Arte e Indústria Cinematográfica (ICAIC). O anúncio de sua renúncia ao cargo de primeiro-ministro em meados de julho de 1959 pelos obstáculos colocados pelo presidente Manuel Urrutia às leis e medidas revolucionárias, motivou uma massiva exigência popular para que se reincorporasse ao mesmo e forçou a renúncia do presidente.[carece de fontes?]
Em 26 de julho retomou o cargo. A partir de então pode levar adiante, desde os primeiros anos posteriores ao triunfo da Revolução, medidas e atividades de grande envergadura para o desenvolvimento ulterior do pais em todas as ordens, como a nacionalização de empresas estrangeiras, a Reforma Urbana, o desenvolvimento da indústria nacional e a diversificação agrícola, a campanha de alfabetização, a nacionalização e gratuidade do ensino em todos os níveis, a eliminação da saúde pública privada e do desporte profissional, a melhoria das condições de vida dos setores mais populares, o estabelecimento de vínculos com nações de todo o mundo e todos os sistemas sociais de governo, a incorporação de Cuba ao Movimento de Países Não Alinhados, a definição de uma política exterior independente, e a declaração do caráter socialista da revolução em abril de 1961.[carece de fontes?]
Conseguiu, ademais, a unidade das forças revolucionárias e anti-imperialistas do país em organizações massivas como a Associação de Jovens Rebeldes (ARJ), os Comitês de Defesa da Revolução (CDR), as Milícias Nacionais Revolucionárias (MRN), a União de Pioneiros de Cuba (UCP), a Federação de Mulheres Cubanas (FMC) e outras de caráter mais seletivo e político. Escreveu textos fundamentais da história contemporânea de Cuba e da América Latina como os da Primeira (1960) e Segunda (1962) Declaração de Havana. Em abril de 1961 dirigiu pessoalmente as tropas que derrotaram a invasão mercenária em Playa Girón, financiada e organizada pelos Estados Unidos.[carece de fontes?]

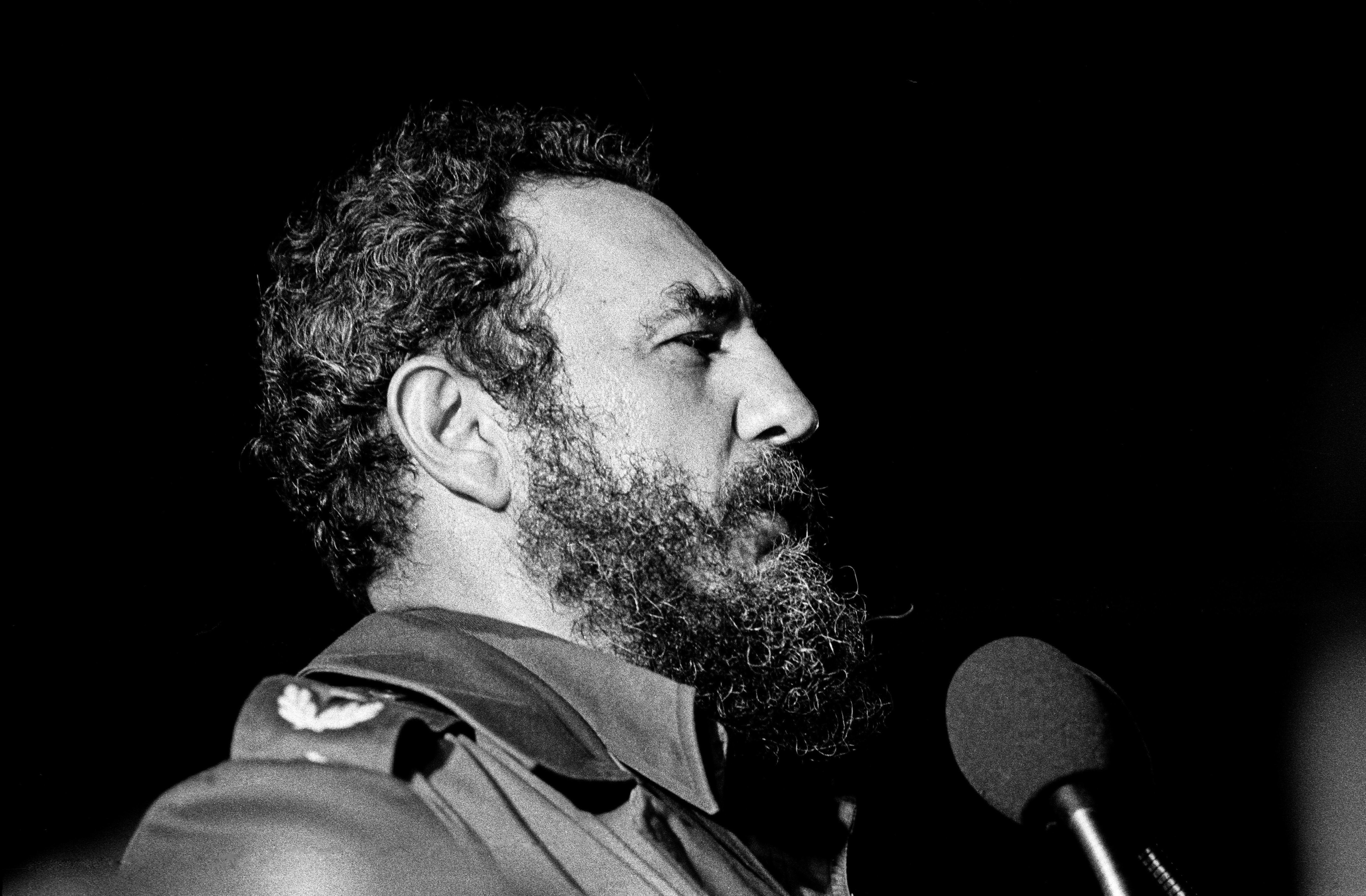
Fidel Castro discursando em Havana, 1978. Imagem por Marcelo Montecino

Sua intervenção em uma reunião com escritores e artistas na Biblioteca Nacional José Martí em junho de 1961, publicada depois sob o título Palavras aos Intelectuais, definiu aspectos da política cultural da Revolução ainda vigentes e facilitou a realização, em agosto deste mesmo ano, do Primeiro Congresso Nacional de Escritores e Artistas de Cuba.[carece de fontes?] Foi membro do conselho de direção de Cuba Socialista (1961-1967). Desde outubro de 1965, quando o PURCS tomou o nome de Partido Comunista de Cuba, (PCC), têm sido membro de seu Comitê Central e seu Primeiro Ministro.[carece de fontes?]
Assim mesmo, ao constituir-se a Assembleia Nacional do Poder Popular em 1977, esta o elegeu Presidente dos Conselhos de Estado e Ministros, cargos nos quais tem sido ratificado desde então. Por suas responsabilidades a frente do PCC, o Estado e o Governo cubanos tem sido o principal orientador e impulsor das estratégias de desenvolvimento do país em todos os sentidos, assim como o arquiteto da política internacional da Revolução Cubana.[carece de fontes?]

### Relações mundiais

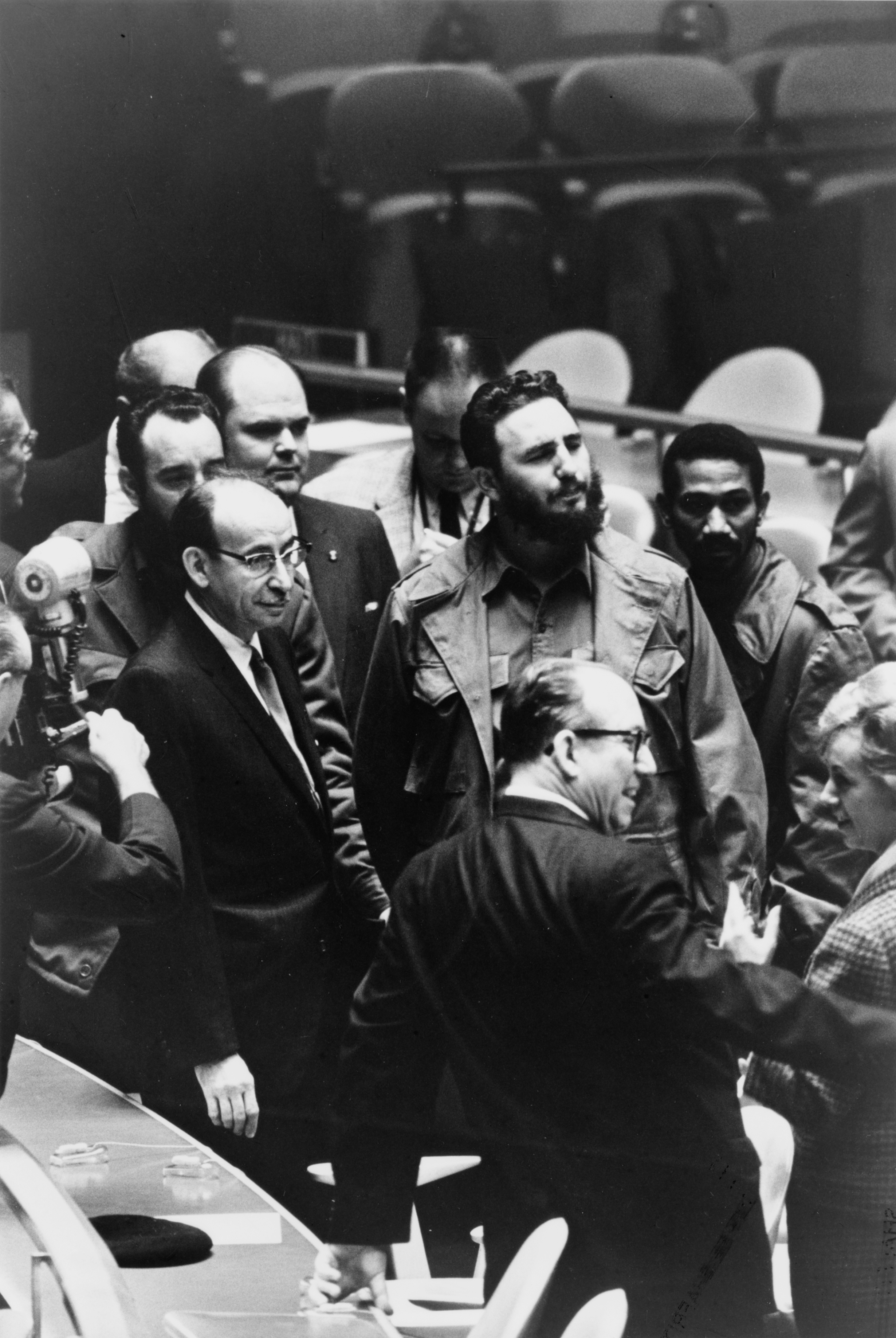
Fidel Castro na Assembleia Geral da ONU, em 22 de setembro de 1960

A partir de 1959 viajou a uma infinidade de países da América Latina, Europa, África e América do Norte, para representar Cuba em congressos e conferências dos mais diversos tipos e organizações, assim como em outras atividades oficiais e visitas amistosas. Em 1959 foi ao Brasil, onde foi recebido pelo presidente Juscelino Kubitschek. Anteriormente já havia se encontrado com o deputado Jânio Quadros (que depois viria a ser presidente do Brasil).[carece de fontes?]
Foi durante a era Castro que houve oferecimento de tratamento gratuito de mais de 124 mil vítimas do acidente nuclear de Chernobil, participação direta na luta pelo fim do Apartheid na África do Sul, treinamento de médicos do Timor-Leste, entre outros.
Em 2012, o jornal alemão Die Welt noticiou que, no contexto na Crise dos Mísseis de Cuba, diante dos riscos de uma possível invasão à ilha, Fidel Castro teria contratado antigos soldados nazis das SS para treinar os militares cubanos. A partir da repercussão da matéria, o Jornal de Noticias informa que os serviços secretos alemães teriam como certa a presença em Cuba de pelo menos dois dos quatro membros das SS convidados pelo regime de Fidel Castro, que teriam ido para Cuba ganhar salários quatro vezes superiores ao que um alemão médio auferia naquela época. Ainda, segundo a mesma fonte, no mesmo ano Fidel Castro teria tentado comprar armamento belga através de intermediários da extrema-direita alemã.[carece de fontes?]
Em 13 de março de 1995, Fidel faz sua primeira visita à França, a uma potência ocidental desde a revolução de 1959. Na ocasião, Fidel declarou que a visita significava o fim do apartheid imposto a Cuba pelo Ocidente e atacou o bloqueio comercial imposto pelos Estados Unidos há mais de três décadas.

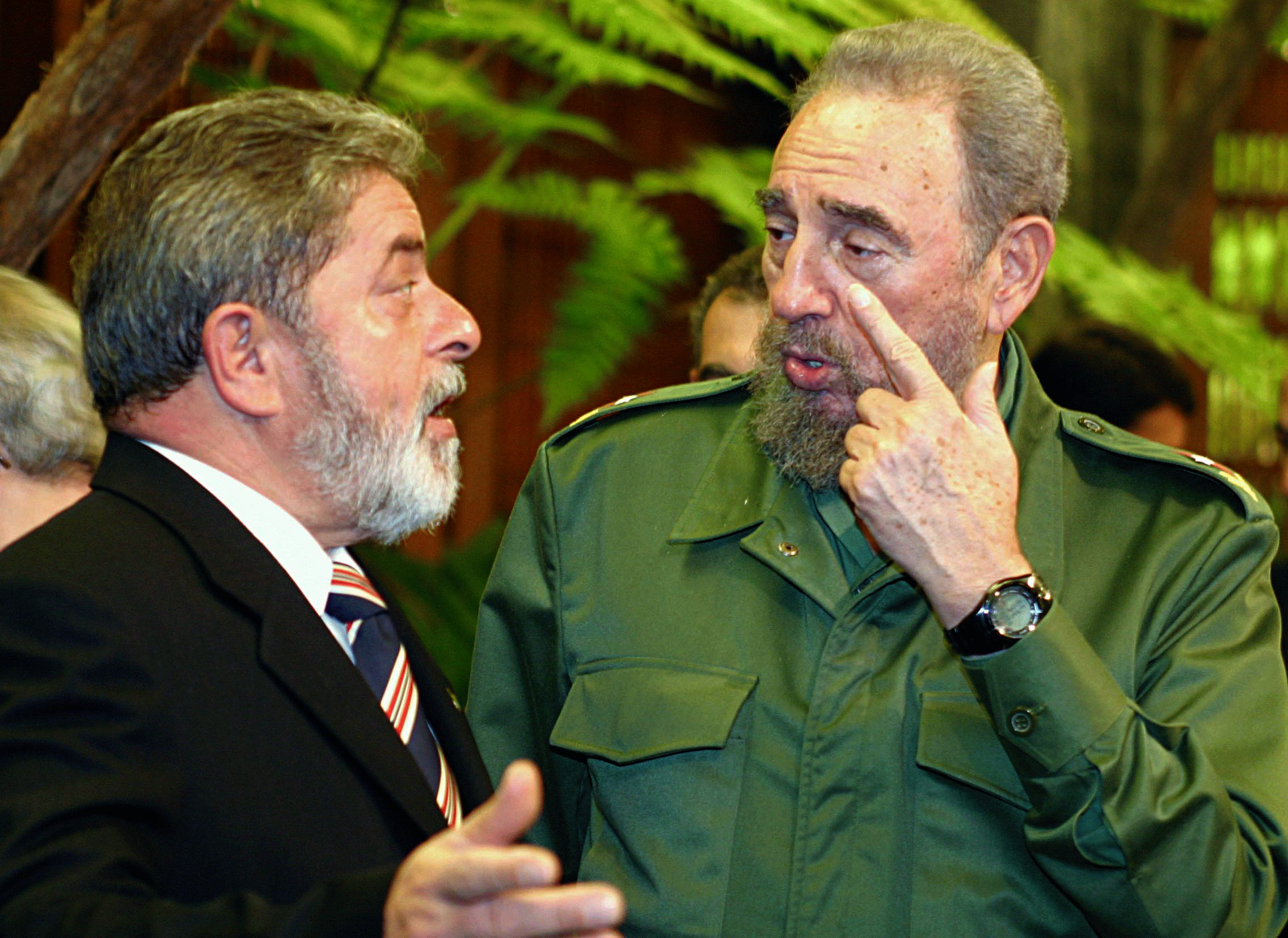
Castro e o presidente do Brasil, na época, Lula da Silva (na esquerda) em 2003

De especial significado foi sua presença nas cúpulas do Movimento de Países Não-Alinhados. Documentos políticos, discursos, intervenções, artigos e entrevistas suas têm sido difundidos em livros próprios ou compilações, em filmes e nos mais importantes órgãos de imprensa escrita e emissoras de rádio e televisão de Cuba e de todo o mundo. Em 1961 foi-lhe atribuído o Prêmio Lênin da Paz.[carece de fontes?]
Várias universidades da Europa e América Latina lhe conferiram o título de Doctor Honoris Causa. Recebeu também múltiplas condecorações por seu labor em prol das relações com outros países, assim como o Prêmio Mijail Sholojov outorgado pela União de Escritores da Rússia em 1995.[carece de fontes?]
Fidel esteve Portugal, pela primeira vez, em outubro de 1998 durante a VIII Cimeira Ibero-Americana, realizada no Porto, e rapidamente se tornaria a personagem central do encontro. Em Matosinhos, num comício-festa de solidariedade com o povo cubano, Fidel terá feito "o mais longo discurso político algumas vez proferido" em terras portuguesas: foi um improviso que durou duas horas e meia. E ouviu de José Saramago, que acabava de ser galardoado com o Prémio Nobel da Literatura, as seguintes palavras: "Cuba dá-nos todos os dias uma lição de coragem. Cuba vive mais firme do que uma rocha, porque uma rocha desgasta-se, mas, até agora, a vontade do povo cubano não se desgastou." A presença de Fidel no Porto daria mais força ao protesto de rua contra o bloqueio norte-americano à ilha, num dos dias da cimeira. À frente da manifestação seguiam, entre outros, Vasco Gonçalves, António Rosa Coutinho e Mário Tomé. Em maio de 2001, o presidente cubano voltou a Portugal, mas a visita resume-se a uma passagem discreta por Lisboa.

### Transferência inédita e retirada de poder
Em 26 de julho de 2006, Fidel Castro ia a bordo de um avião que fazia a viagem entre as cidades cubanas de Holguín e Havana quando teve uma primeira hemorragia relacionada com a doença nos intestinos que o afastou da vida pública.[carece de fontes?]
Não havia nenhum médico a bordo do avião, por isso o aparelho aterrou de emergência para que Fidel Castro fosse hospitalizado. A doença do líder histórico cubano foi então considerada segredo de Estado, mas foram mobilizados os melhores médicos e quatro meses depois, o médico espanhol José Luis Garcia Sabrido, chefe de cirurgia do hospital Gregório Marañón em Madrid, viajou até Cuba para acompanhar a situação.

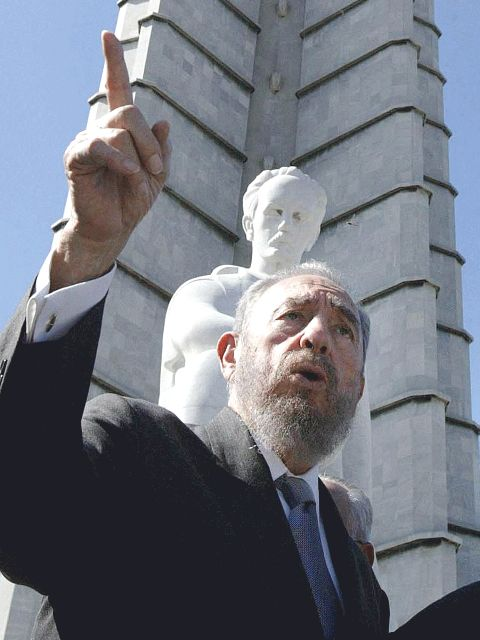
Fidel Castro diante da estátua de José Martí, em Havana, 2003. Fidel Castro se retirou do poder em 2008 por problemas de saúde.

Em 1 de agosto de 2006, Fidel Castro delegou em caráter provisório, por conta de uma doença intestinal que, segundo o próprio, seria grave, suas funções de comandante supremo das Forças Armadas, secretário-geral do Partido Comunista de Cuba e de presidente do Conselho de Estado (cargo máximo da República Cubana) ao seu irmão Raúl Castro, Ministro da Defesa. Inúmeras críticas surgiram, e em outubro de 2006 a imprensa mundial afirmou que ele teria câncer, fato não confirmado.[carece de fontes?]
Em 19 de fevereiro de 2008, Castro anunciou ao jornal do Partido Comunista, o Granma, que não se recandidataria ao cargo de presidente de Cuba, cinco dias antes de o seu mandato terminar.
O poder passou em definitivo para as mãos de seu irmão Raúl Castro após Fidel Castro decidir retirar-se do poder em 24 de fevereiro de 2008, após o parlamento definir a nova cúpula governamental. Cinco dias depois, Fidel anunciou que não aceitaria novamente, se eleito, o cargo de Chefe de Estado. Em uma mensagem publicada no jornal oficial Granma, ele escreveu e assinou:
| “ | Não aspirarei nem aceitarei - repito - não aspirarei nem aceitarei o cargo de Presidente do Conselho de Estado e Comandante-em-Chefe. | ” |

Também escreveu que estaria traindo sua consciência ocupando uma responsabilidade que requer uma mobilidade que não estaria mais em condições físicas de exercer. Mesmo com a renúncia de Castro, o presidente americano, George Bush, não retirou as sanções americanas impostas a Cuba. Fidel Castro disse que continuará escrevendo sua coluna no jornal cubano e não pode continuar no poder por insuficiência em sua saúde. Ele permaneceu como membro do parlamento após a sua eleição como um dos 31 membros do Conselho de Estado. Também manteve o cargo de primeiro-secretário do Partido Comunista de Cuba.[carece de fontes?]

## Ideologia política

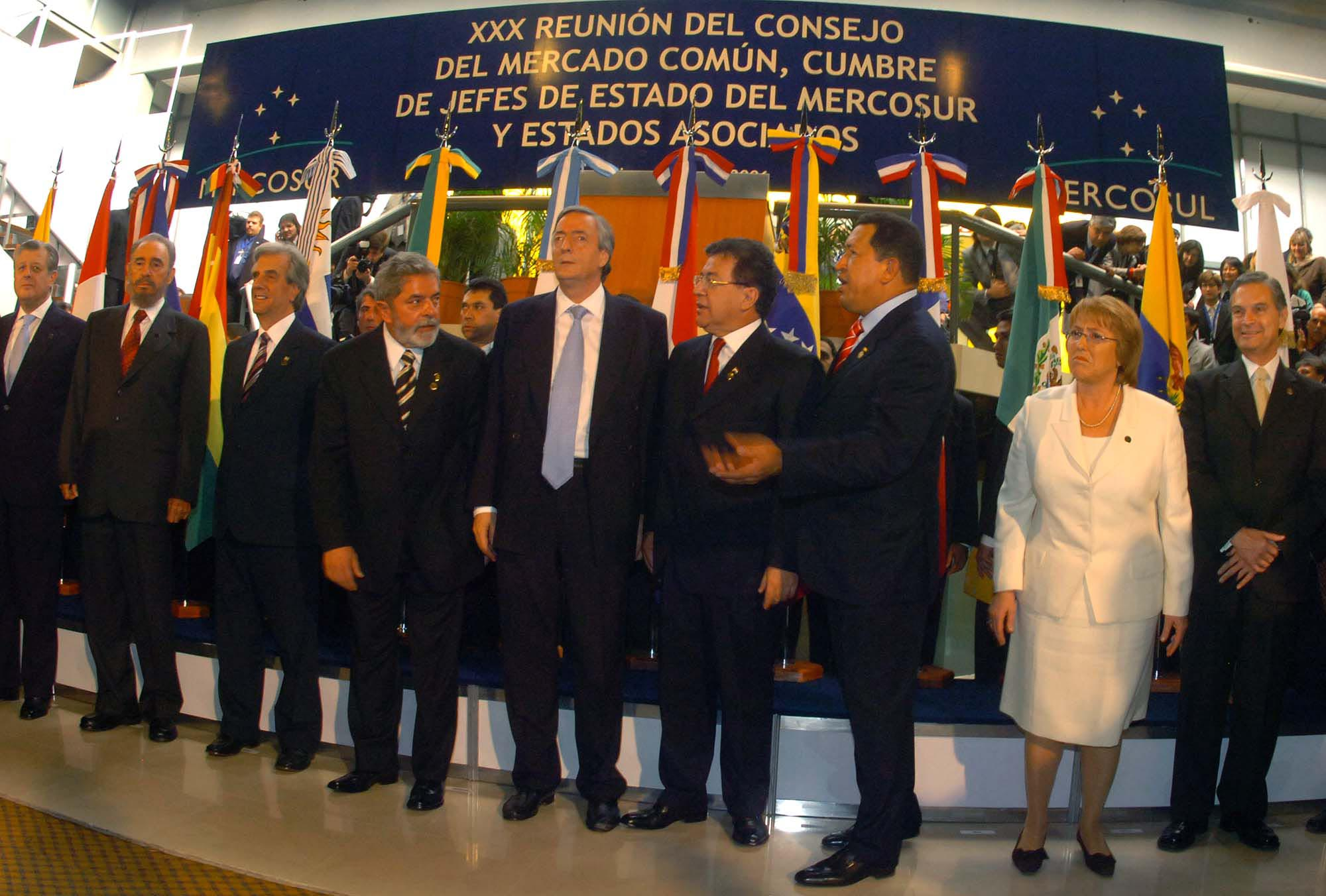
Fidel Castro com líderes do Mercosul

Castro proclamou ser "um socialista, marxista e leninista" e se identificou publicamente como um iniciante marxista-leninista em dezembro de 1961. Como um marxista, Castro procurou transformar Cuba, que era um estado capitalista dominado pelo imperialismo estrangeiro, em uma sociedade socialista e consequentemente uma sociedade comunista. Influenciado por Guevara, sugeriu que Cuba poderia ultrapassar a maioria dos estágios do socialismo e progredir diretamente para o comunismo. O governo de Castro também era nacionalista, com Castro declarando: "Não somos apenas marxista-leninistas, mas também nacionalistas e patriotas". O historiador Richard Gott observou que uma das chaves do sucesso de Castro era sua capacidade de utilizar os "temas gêmeos do socialismo e do nacionalismo" e os manter "intermináveis no jogo". Castro descreveu Karl Marx e o nacionalista cubano José Martí como suas principais influências políticas, embora Gott acreditasse que Martí, em última instância, permaneceu mais importante do que Marx na política de Castro. Castro descreveu as ideias políticas de Martí como "uma filosofia da independência e uma filosofia humanista excepcional", e seus partidários e apologistas repetidamente alegaram que havia grandes semelhanças entre as duas figuras.
O biógrafo Volka Skierka descreveu o governo de Castro como um "sistema socialista-nacionalista fidelista, altamente individualista", com Theodore Draper denominando seu enfoque de "castrismo", o encarando como uma mescla do socialismo europeu com a tradição revolucionária latino-americana. O cientista político Paul C. Sondrol descreveu a abordagem de Castro à política como "utopismo totalitário", com um estilo de liderança que se baseava no fenômeno latino-americano mais amplo do Caudilhismo. Castro assumiu uma posição relativamente conservadora em muitas questões sociais, opondo-se ao uso de drogas, jogos de azar e prostituição, que ele considerava males morais. Em vez disso, defendeu o trabalho árduo, os valores familiares, a integridade e a autodisciplina.

## Vida pessoal

### Família

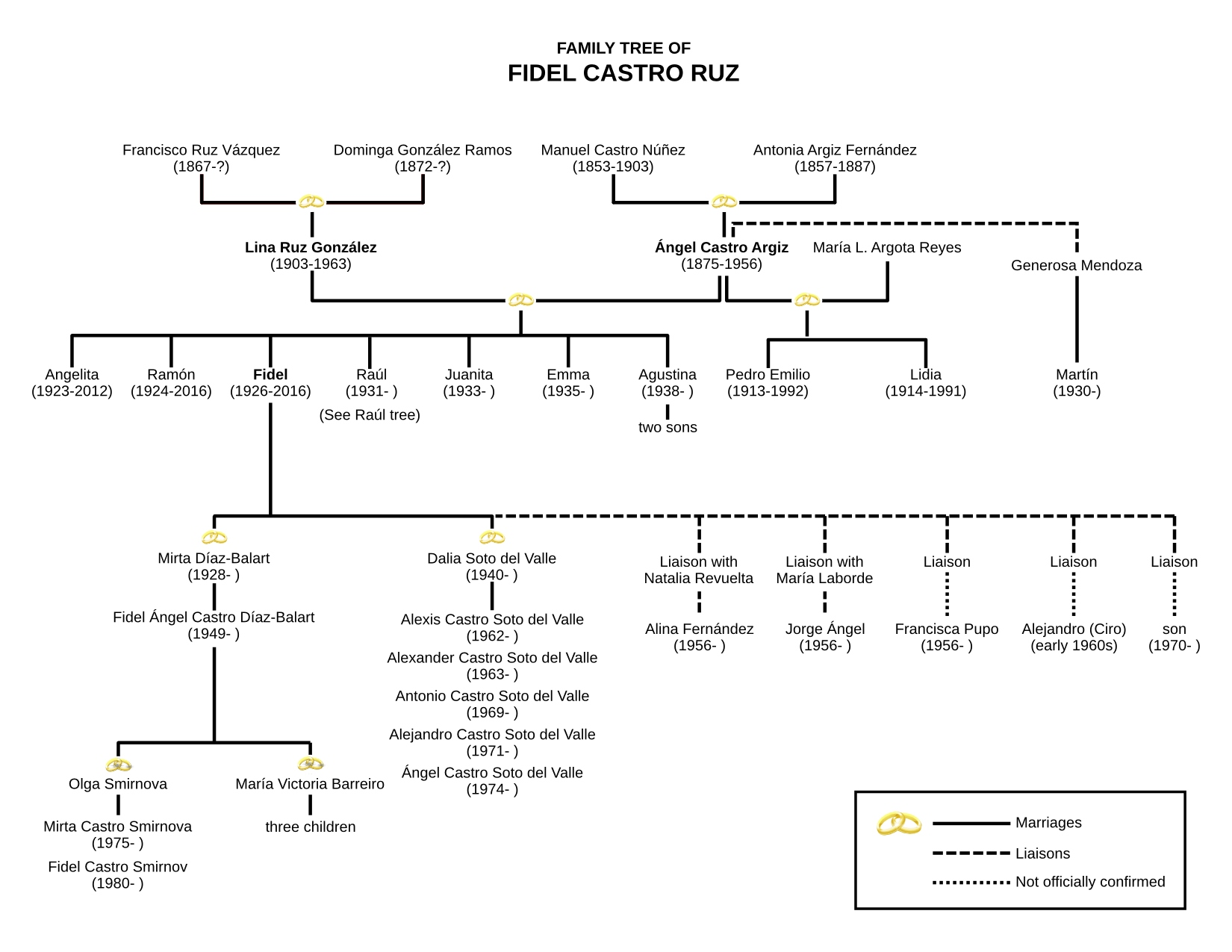
Genealogia de Fidel Castro

Com sua primeira esposa, Mirta Díaz Balart, Fidel Castro teve um filho chamado Fidel "Fidelito" Castro Díaz-Balart em 1 de setembro de 1949. Mirta e Fidel divorciaram-se em 1955, tendo ela se casado novamente e, após uma temporada em Madrid, teria voltado a residir em Havana para viver com Fidelito e sua família. Fidelito cresceu em Cuba e por um período dirigiu a comissão para a energia atômica do país, tendo sido retirado do posto por seu pai. Em 1 de fevereiro de 2018, com 69 anos suicidou-se.
Fidel tem outros cinco filhos com sua segunda esposa, Dalia Soto del Valle: Alexis, Alexander, Alejandro, Antonio e Ángel.
Durante seu casamento com Mirta, Fidel teve uma amante, Naty Revuelta, que lhe deu uma filha, Alina Fernández-Revuelta, que deixou Cuba em 1993 fazendo-se passar por uma turista espanhola e pediu asilo nos Estados Unidos, onde foi uma ferrenha crítica das ações políticas de seu pai.
Uma irmã de Fidel, Juanita Castro, vive nos Estados Unidos desde o início da década de 1960, tendo sido retratada num documentário de Andy Warhol em 1965. Juanita disse, em Outubro de 2009, que trabalhou para a CIA de 1961 até sua saída de Cuba.
No total, pelo menos seis membros de sua família vivem nos Estados Unidos, no bairro de Pequena Havana, em Miami: sua irmã, duas filhas e três de seus netos, que levam, em geral, uma vida longe da mídia.

### Patrimônio
Em julho de 2014 foi publicado o livro "A vida Secreta de Fidel", escrito por Juan Reinaldo Sanchez um ex-guarda-costas de Fidel. Sanchez, que fora preso em Cuba e acusado de traição exilou-se nos Estados Unidos em 2008, onde conheceu o jornalista francês Axel Gyldén que o ajudaria a escrever o livro. O autor afirma que Fidel nunca abandonou o capitalismo e cita entre seus bens algumas extravagâncias como a posse de uma ilha particular, uma reserva pessoal de caça, uma marina com quatro iates de alto luxo, um barco de pesca e pelo menos 20 residências igualmente recheadas de conforto. O livro ainda afirma que Fidel teria um enorme aquário cheio de golfinhos e tartarugas, que gosta de exibir a familiares e a amigos mais próximos.

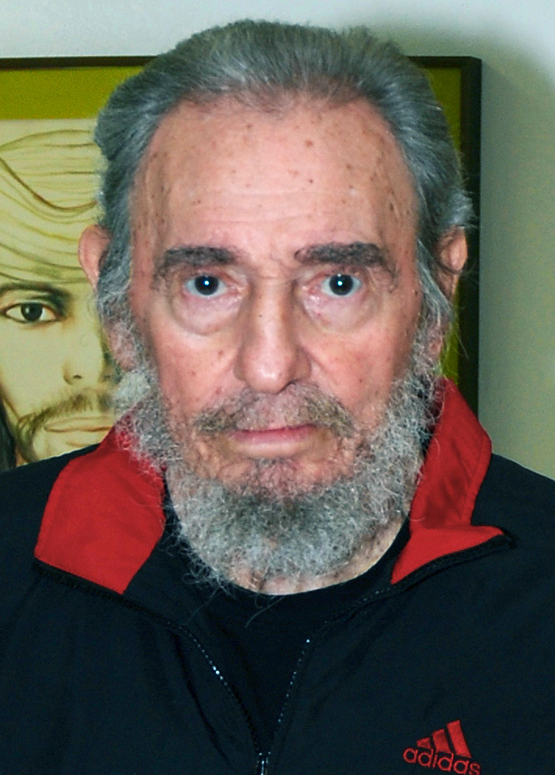
Fidel Castro em 2009

Em 2005 a revista Forbes especulou que o patrimônio de Fidel Castro atingiria aproximadamente 550 milhões de dólares. A Forbes chegou a esse número pela soma do patrimônio das empresas estatais do governo de Cuba. Com essa fortuna acumulada, especulou a revista, ele teria alcançado o décimo lugar na categoria "governantes e membros da realeza mais ricos do mundo". Em 2006, a revista Forbes listou Fidel entre as dez maiores fortunas do mundo. Sánchez afirma que é impossível determinar a verdadeira extensão de sua riqueza, mas é indiscutível que se tratava de bilhões de dólares. Castro governou Cuba como um monarca absoluto, controlando e dispondo de todos os recursos da nação como bem entendesse.
O líder cubano possuía uma ilha privada, Cayo Piedra, que contava com várias amenidades, como um delfinário, criadouro de tartarugas, uma piscina de água doce e até um refúgio em caso de ataque. Sua dieta era rica e variada, com pratos frescos preparados diariamente por um chef particular. Entre seus gostos estavam o whisky Chivas Regal e a pesca submarina, a qual praticava a bordo de um de seus quatro iates. Durante uma enfermidade em 1983, o regime cubano chegou a usar um sósia, Silvino Álvarez, para evitar que a população soubesse de seu estado de saúde.
A única área onde Fidel manteve sua austeridade foi no vestuário. Era comum vê-lo em uniforme militar, independentemente do evento ou hora. Entretanto, após uma cirurgia em 2006, ele foi visto usando um agasalho da Adidas, o que gerou críticas e comentários mundialmente. Desde então, esse tipo de roupa tornou-se uma espécie de uniforme em seus últimos anos, sendo visto com modelos de diferentes cores e marcas, como Nike, Puma e Fila.
A Forbes disse à BBC que, para estimar a presumível fortuna de Fidel, calculou o valor de mercado de várias empresas estatais cubanas, e atribuiu um percentual do valor assim obtido ao patrimônio pessoal de Fidel Castro. Um porta-voz da revista confirmou à BBC que a revista não tem nenhuma prova de que Fidel Castro tenha contas bancárias no exterior, embora a revista mantenha que Fidel teria "uma fortuna".
Tais dados foram negados por Fidel no ano seguinte, ao considerar a notícia como uma infâmia com o objetivo de desprestigiar a revolução cubana "anular Cuba e pintar Castro como um ladrão". Na oportunidade, Fidel Castro desafiou:
| “ | Se eles provarem que tenho um conta no exterior de 900 milhões, de um milhão, de 500 mil, de 100 mil ou de um dólar, eu renuncio a meu cargo e às funções que desempenho. | ” |

Fidel ainda alegou que a revista estaria ligada aos serviços de inteligência dos Estados Unidos, e afirmou que o próprio presidente Ronald Reagan teria nomeado o editor da revista para o cargo de coordenador das transmissões de rádio da Voz da América dirigidas à União Soviética durante a Guerra Fria.

## Morte
Fidel Castro morreu em Havana na noite de 25 de novembro de 2016, aos 90 anos. A morte do líder cubano foi anunciada pela TV estatal cubana. Castro morreu às 22h29 e o corpo do ex-presidente de Cuba será cremado, "atendendo a seus pedidos", informou Raúl Castro, na TV estatal. A última vez que Fidel havia sido visto publicamente foi em 15 de novembro, quando recebeu o presidente do Vietnã, Tran Dai Quang. O governo de Cuba decretou nove dias de luto nacional pela morte do líder da Revolução Cubana e anunciou que o funeral de Fidel ocorreria no dia 4 de dezembro, no cemitério Santa Ifigenia, na cidade de Santiago de Cuba.

### Reações
A notícia da morte de Fidel Castro gerou reações variadas de personalidades e líderes mundiais.
O presidente Raúl Castro anunciou na televisão estatal: "O comandante-em-chefe da revolução cubana morreu esta noite às 22h29." E no final de seu pronunciamento disse: "¡Hasta la victoria siempre!" A opositora Yoani Sánchez afirmou que Castro deixou "um país em ruínas onde os jovens não desejam viver".
O presidente russo Vladimir Putin descreveu Fidel como o "símbolo de uma era" e afirmou que o líder cubano estaria sempre "no coração do povo russo".
Em nota, Michel Temer, presidente do Brasil, afirmou que "Fidel Castro foi um líder de convicções. Marcou a segunda metade do século XX com a defesa firme das ideias em que acreditava". Ainda no Brasil, políticos de centro e de esquerda celebraram o legado do líder cubano. O senador Cristovam Buarque declarou que "ele foi o herói da minha geração na América Latina: tanto como líder de revolução, quanto como líder da resistência às forças imperialistas, e sobretudo como líder de um governo comprometido com a justiça social, sem perder o vigor transformador".[carece de fontes?]
O presidente eleito dos Estados Unidos, Donald Trump, escreveu numa rede social: "Fidel Castro está morto!" e posteriormente o classificou como "um ditador brutal". Barack Obama, presidente dos Estados Unidos nos momentos finais de seu mandato, foi neutro ao comunicar que "a história registrará e julgará o enorme impacto dessa figura singular no povo e no mundo ao seu redor".
O presidente francês, François Hollande, relembrou as alegações de abusos de direitos humanos em Cuba, mas também destacou a defesa de Fidel Castro contrapressões externas, em especial o embargo econômico norte-americano, classificado como “inaceitável”.
O presidente sul-africano Jacob Zuma saudou Cuba e agradeceu a Fidel pela “ajuda na luta contra o apartheid”, regime que imperou na África do Sul por décadas e que tratava negros como cidadãos de segunda classe.
O Papa Francisco, chefe de estado do Vaticano que mais se empenhou em apaziguar as relações de Cuba com os Estados Unidos, fez um pronunciamento sentido em telegrama enviado ao irmão de Fidel, Raúl Castro: "ao receber a triste notícia do falecimento do seu querido irmão, (...) expresso os meus sentimentos de pesar".
Garry Kasparov, presidente do Human Rights Foundation, afirmou: "Fidel Castro foi um dos muitos monstros do século XX".
Logo após o anúncio da morte, exilados cubanos e cubano-americanos, contrários ao regime de Castro em Cuba comemoraram a morte do ex-presidente nas ruas do bairro de PEquena Havana em Miami. Em Cuba, centenas de milhares de pessoas criaram um corredor humano de 900 km que saudou o ex-presidente com gritos de "Yo soy Fidel" até o leito onde o seu corpo foi enterrado, em Santiago, cidade berço da revolução liderada por Fidel em 1959.

## Críticas

### Opositores

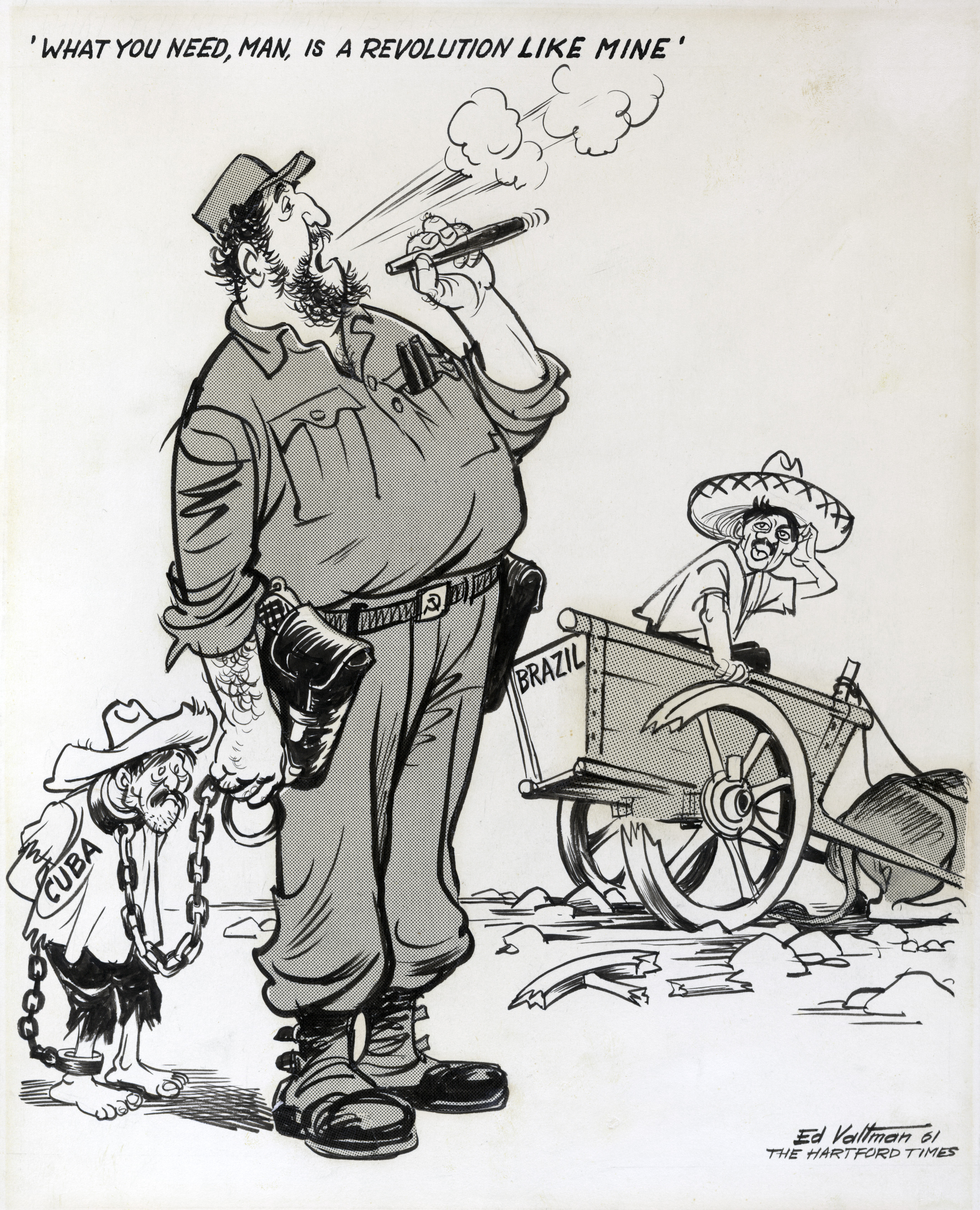
What you need, man, is a revolution like mine. ("O que você precisa, cara, é de uma revolução como a minha."): Castro aconselhando o Brasil, enquanto conduz Cuba acorrentada. Charge de Edmund S. Valtman, publicada em 31 de agosto de 1961 e ganhadora do Prêmio Pulitzer no ano seguinte.

Milhares de cubanos deixaram o país durante e depois da revolução que levou Fidel Castro ao poder, fosse por razões políticas ou econômicas. Após 35 anos da instalação do governo revolucionário, estima-se que cerca de 32 mil cubanos deixaram a ilha em direção aos Estados Unidos. De acordo com o jornal francês L'Humanité, a cada ano, 20 mil cubanos solicitam vistos de permanência em solo norte-americano. Milhares deles envolveram-se em menor ou maior grau em organizações apoiadas pelo governo dos EUA, a fim de derrubar ou pelo menos para desafiar o seu governo mas, as ações violentas dos anos 1960 falharam. Jacobo Machover estima em várias centenas de milhares o número de adversários de Fidel Castro.
Em 23 de abril de 2003, membros do grupo Repórteres sem Fronteiras (RSF), acompanhados por um repórter do jornal 20 minutes, do cineasta Romain Goupil, da escritora Zoé Valdés e do filósofo e colunista Pascal Bruckner manifestaram-se em frente da embaixada de Cuba em Paris contra a condenação de 78 cubanos acusados de "conspiração". Eles bloquearam as entradas com correntes e cadeados e confrontaram o pessoal da embaixada.
Dissidentes cubanos entraram com uma queixa perante o Supremo Tribunal da Espanha, a mais alta corte da justiça espanhola, em 14 de Outubro de 2005, acusando de Fidel Castro de genocídio, crimes contra a humanidade, tortura e terrorismo.[carece de fontes?]

### Presos políticos
Opositores afirmam que presos políticos morrem em prisões cubanas, dentre os quais o mais famoso é o poeta católico Pedro Luis Boitel. Muitos escritores também foram perseguidos durante suas vidas sem poder sair livremente de Cuba como o homossexual Reinaldo Arenas (que conseguiu fugir de Cuba, mas suicidou-se nos Estados Unidos), José Lezama Lima e Virgilio Piñera. No entanto, segundo a Anistia Internacional, a repressão continua a ser muito forte: "Durante 2006, houve um aumento do assédio do público e intimidação dos críticos do regime e dissidentes políticos por grupos semioficiais em operações chamado de "repúdio". Atos de repúdio ou manifestações de partidários do governo contra de dissidentes políticos ou críticos do regime aumentaram.
Alegadamente muitas prisões são feitas fundamentadas em uma suposta "periculosidade social", definida como uma "propensão a cometer um delito". Nestas medidas de prisão preventiva os termos embriaguez, toxicodependência seriam frequentemente aplicados aos opositores podendo resultar em condenações criminais.[carece de fontes?]
De acordo com um relatório publicado em 10 de janeiro de 2005 por a Comissão Cubana de Direitos Humanos e Reconciliação Nacional, ainda existem 294 presos políticos em Cuba, contra 317 no início de 2004. De acordo com o relatório, em 2004, pelo menos 21 pessoas foram presas por razões políticas. Também lembrou que o governo cubano continua a negar o acesso a prisões ao Comitê Internacional da Cruz Vermelha e a Comissão das Nações Unidas para os Direitos Humanos.[carece de fontes?]
Muitos adversários do regime foram presos, e um dos mais famosos é Armando Valladares que relatou suas experiências em "Against All Hope", condenado pelo uso de explosivos em Havana em 1960. Régis Debray, que foi enviado por François Mitterrand para a sua libertação, em 1980, escreveu mais tarde, que Armando Valladares tinha se passado por paralítico quando, na realidade, estava com a saúde perfeita. Este último também ganhou mais tarde a cidadania americana e tornou-se embaixador de Ronald Reagan na ONU.

### Perseguição aos homossexuais
Fidel admitiu que seu governo perseguiu homossexuais nas décadas de 1960 e 1970. Na época, gays e lésbicas foram exonerados de cargos públicos, presos ou enviados a campos de trabalho forçado. Questionado sobre se o Partido Comunista ou alguma entidade específica foi responsável pela injustiça, Fidel negou, e se assumiu como único responsável.